# Eublemma viridis
Eublemma viridis is een vlinder van de familie van de spinneruilen (Erebidae). De wetenschappelijke naam van deze soort is voor het eerst voorgesteld als Thalpochares viridis door Otto Staudinger in een publicatie uit 1888.
De soort komt voor in Iran, Oezbekistan en Turkmenistan.